# Peperomia painteri
Peperomia painteri är en pepparväxtart som beskrevs av William Trelease. Peperomia painteri ingår i släktet peperomior, och familjen pepparväxter. Inga underarter finns listade i Catalogue of Life.